# Renault Espace II
La Renault Espace II è la seconda generazione della Renault Espace, un'autovettura monovolume prodotta dalla Renault dal 1991 al 1996, anche se gli ultimi esemplari furono consegnati durante i primi mesi del 1997.

## Storia e profilo

### Genesi e debutto
Il progetto per l'erede della prima generazione dell'Espace fu avviato nel 1986, non molto tempo dopo il lancio di quest'ultima, dopo aver preso coscienza del successo che questa particolare tipologia di vettura stava riscuotendo e del fatto che con ogni probabilità il mercato delle monovolume non si sarebbe saturato ancora per anni. Tale progetto, denominato J63 presso la Renault, divenne noto anche con la sigla P36 presso la Matra. Infatti, anche in questo nuovo progetto fu coinvolta la Casa di Romorantin, vera artefice del successo della prima generazione della monovolume francese. Tuttavia, la Casa della Losanga aveva in mente di orientarsi verso un modello realizzato non più in fibra di vetro ma in lamiera d'acciaio. Infatti, la fabbricazione con lamiera d'acciaio avrebbe potuto aumentare la cadenza produttiva di un modello di successo. Il rovescio della medaglia, per contro, sarebbero stati i costi di produzione, enormemente più elevati. Presa dall'incertezza, la Renault divise i compiti fra il suo centro stile, la filiale statunitense della AMC e la Matra. Entro la fine di quel 1986, furono pronti due modellini in scala provenienti dal centro stile Renault, mentre entro il mese di marzo dell'anno seguente arrivarono anche altri due modellini, uno dalla AMC ed uno dalla Matra. Quest'ultimo, denominato Espace Prime, fu tra i due progetti accettati dalla dirigenza Renault al termine di un primo vaglio delle quattro proposte, e fu anche il modello definitivamente scelto dopo un secondo vaglio avvenuto nel febbraio del 1988. Durante le due fasi, tale progetto subì alcune modifiche stilistiche, modifiche che portarono la firma di Aimé Saugues, già autore delle linee della prima Espace. Quest'ultima, dal canto suo, continuò a raccogliere sempre maggiori consensi, e così avrebbe fatto anche fino al termine della sua produzione, con un continuo trend positivo. Perciò, dal momento che alla Matra fu affidato il futuro assemblaggio della nuova Espace, sarebbe stato insensato e poco fruttuoso cessare di colpo la produzione della prima generazione a discapito della seconda, al solo scopo di sostituire gli stampi per la prima generazione con quelli per la seconda. Per questo motivo l'impianto di Romorantin sarebbe stato ingrandito costruendo una nuova ala denominata Romo 3. Durante i lavori, l'Espace II venne testata su strada per verificarne l'affidabilità della meccanica, e le prime immagini "camuffate" iniziarono ad essere riportate dalla stampa specializzata verso la seconda metà del 1989. Furono in totale circa 25 i prototipi e i muletti testati su strada e su pista, per un totale di 800 000 chilometri circa. A questi, si aggiunsero nel 1990 altri quaranta prototipi assemblati allo scopo di testare le nuove linee di montaggio.
Il debutto della Espace II nel mercato avvenne all'inizio del 1991, ma la presentazione al pubblico non sarebbe avvenuta che a marzo, al Salone di Ginevra.

#### Design esterno ed interno

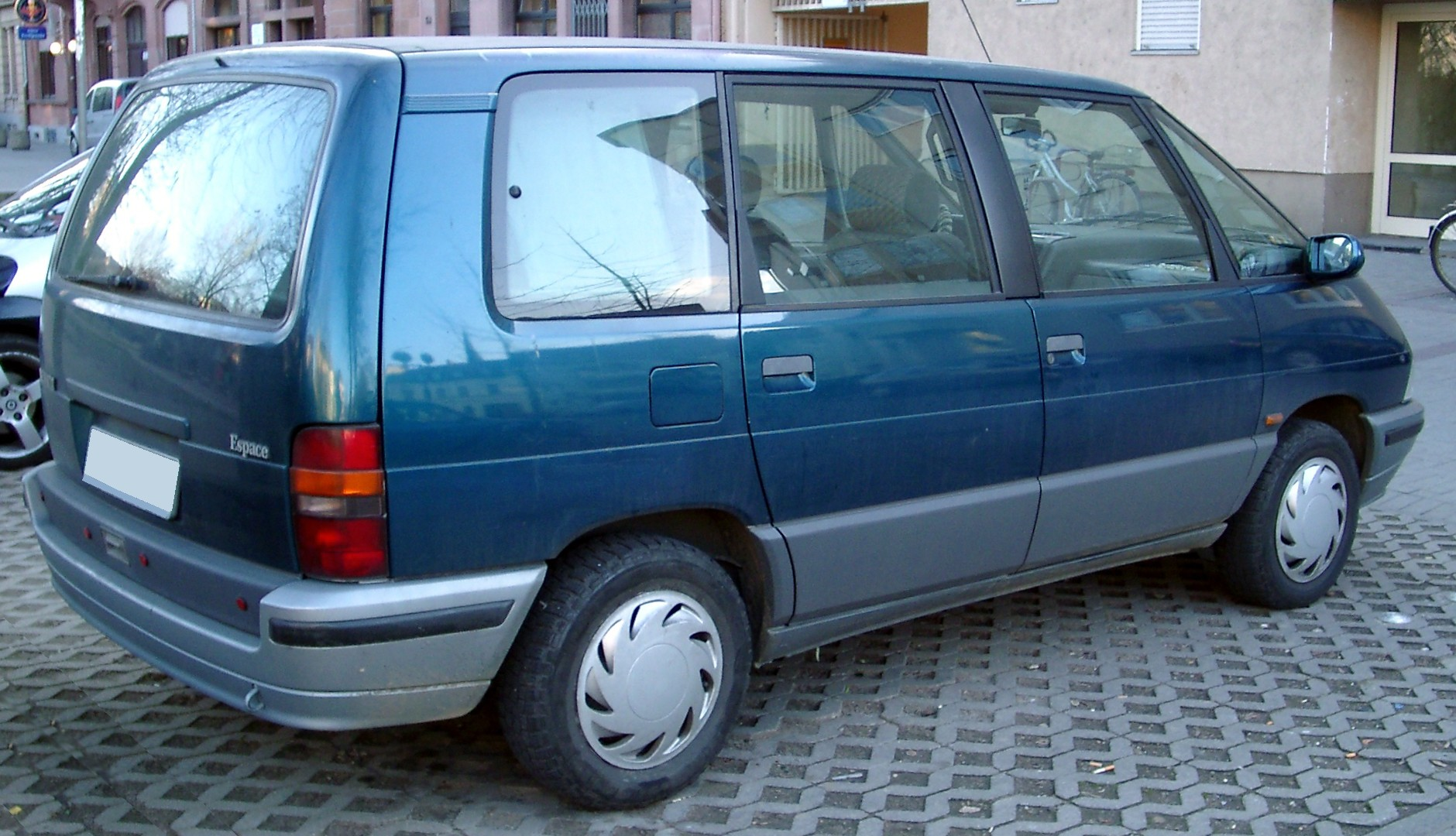
Vista posteriore di un'Espace II

Anche le linee dell'Espace II, come quelle della prima Espace, furono disegnate da Aimé Saugues, designer della Matra incaricato dal presidente e direttore generale Philippe Guedon di dare forma alla nuova monovolume. In generale, rispetto all'Espace I, il nuovo modello propose forme più arrotondate da qualunque punto e prospettiva la si osservasse: gli spigoli presenti nel primo modello scomparvero per lasciare il posto a forme più levigate e smussate. Ciò era riscontrabile in primo luogo osservando il frontale, dove tra l'altro si nota una delle caratteristiche principali nello stile dell'Espace II, vale a dire il raccordo fra gli specchietti retrovisori esterni, i loro montanti e una fascia situata alla base del parabrezza, e che lo attraversava per tutta la sua larghezza andando a congiungersi con lo specchietto sul lato opposto. Ma anche la zona posteriore evidenziava un'evoluzione stilistica di questo tipo, e così anche i gruppi ottici. Le superfici vetrate furono tra l'altro ridisegnate per ottenere una maggior visibilità, visto anche il fatto che il corpo vettura crebbe di 18 cm in lunghezza nel passaggio dalla prima alla seconda generazione. Quest'ultimo aspetto contribuì a sancire l'ingresso dell'Espace nel segmento della monovolume di grossa taglia, mentre la precedente generazione era ancora una sorta di via di mezzo tra il segmento medio e quello superiore.
L'orientamento verso forme più curvilinee e tondeggianti si ebbe anche all'interno dell'abitacolo, ed in particolare nel gruppo plancia-cruscotto, dove i precedenti motivi rettangolari, visibili nel cruscotto e nelle due zone in cui veniva suddivisa la plancia, lasciarono il posto a gruppi dagli angoli arrotondati ed in cui sono presenti, specialmente nella plancia, manopole di comando dalla forma tonda, che erano invece assenti nella precedente Espace. La capacità del bagagliaio non variò di molto rispetto alla prima Espace, ma vennero mosse critiche alla scarsità di spazio se si optava per avere la terza fila di sedili supplementare (disponibile nella lista optional). Rinunciando a tale possibilità, invece, il bagagliaio continuò a rivelarsi di proporzioni enormi.

#### Struttura, meccanica e motori

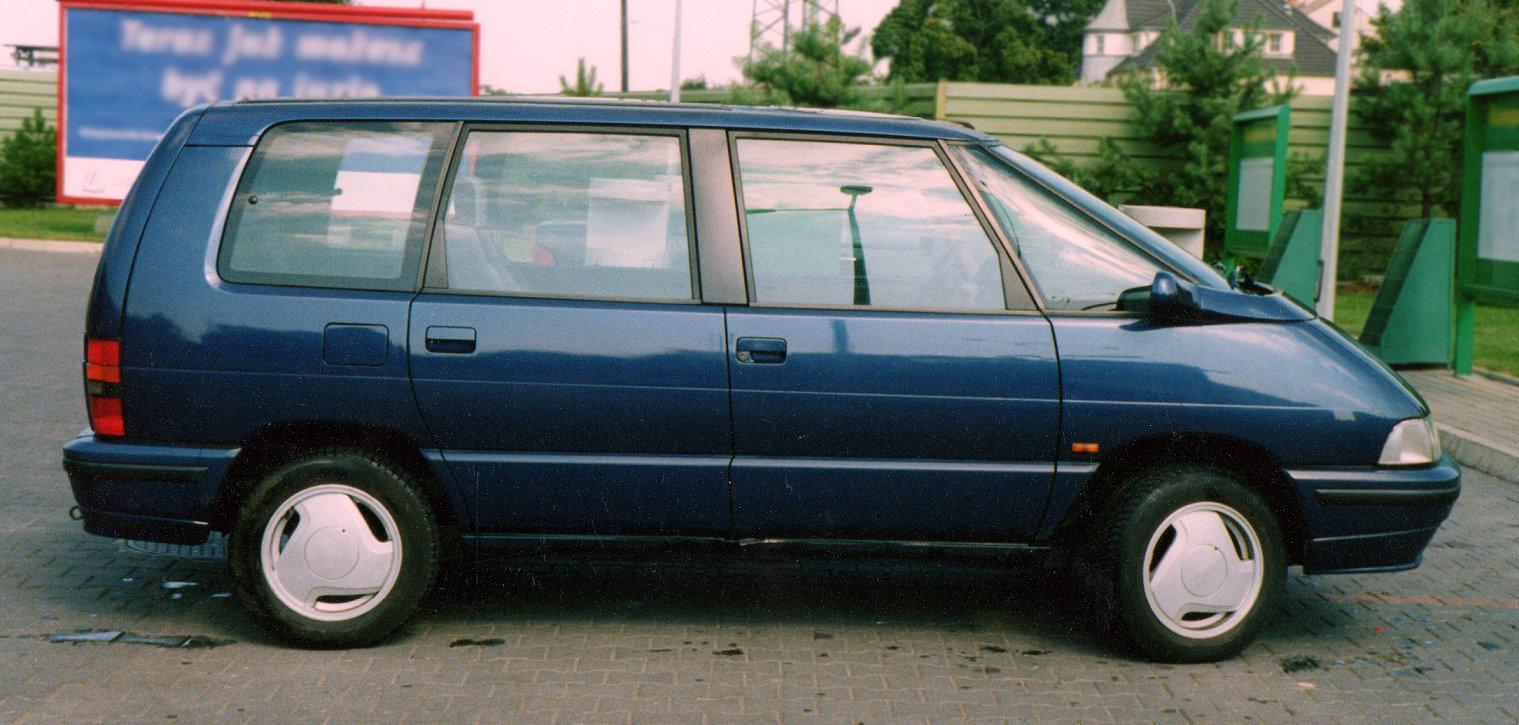
Vista laterale di un'Espace II

Dal punto di vista strutturale, l'Espace II mantenne le stesse soluzioni e impostazioni del modello precedente. Si ritrovarono così la gabbia in lamiera su cui venne montata una carrozzeria in materiali leggeri. Stavolta, però, si utilizzò un materiale composito denominato Sheet Moulding Compound, un impasto di polimeri e fibra di vetro. La scelta di questo nuovo materiale stava nel fatto che si dimostrò più adatto a una produzione in grande serie perché più facile da modellare. Nel contempo vennero mantenuti i requisiti di leggerezza che già ebbero caratterizzato la prima generazione dell'Espace. La struttura in lamiera era galvanizzata, in modo da evitare i rischi di ruggine.
Al suo debutto, l'Espace II fu prevista in quattro motorizzazioni, tre a benzina e una a gasolio:
- 2.0i: motore da 1995 cm³ e con potenza massima di 103 CV;
- 2.2i: motore da 2165 cm³ e con potenza massima di 107 CV;
- 2.8 V6: primo V6 montato su un'Espace di serie, fu costituito dal PRV da 2849 cm³, in grado di erogare una potenza massima di 150 CV;
- 2.1 dT: unica motorizzazione sovralimentata della gamma, costituita da un'unità turbodiesel da 2068 cm³ con potenza massima di 88 CV.

L'Espace II mantenne in generale lo schema del tipo "tutto avanti" (cioè con motore anteriore e trazione anteriore), ma a richiesta, in abbinamento con il motore 2.2 a benzina, fu possibile ottenere la versione Quadra, caratterizzata dalla trazione integrale. Per il mercato italiano, la versione 2.2i fu disponibile esclusivamente con trazione integrale, mentre per altri mercati fu disponibile anche a trazione anteriore. Il cambio utilizzato fu di tipo manuale a 5 marce per tutta la gamma, ma per la versione 2.8 V6 era disponibile anche un cambio automatico a 4 rapporti.
L'Espace II montava un avantreno a ruote indipendenti con quadrilateri deformabili, molle elicoidali ed ammortizzatori idraulici telescopici. Tale soluzione fu ripresa da quella della precedente Espace, al contrario di quanto previsto invece per il retrotreno, dove venne invece montato un nuovo schema a ruote semi-indipendenti con assale torcente. In generale, l'Espace II era prevista con freni a disco autoventilanti all'avantreno, ma a seconda delle motorizzazioni cambiava la soluzione prevista per il retrotreno, e così ecco che il 2 litri a benzina di base, il 2.2 a trazione anteriore ed il 2.1 a gasolio furono previsti con freni a tamburo, mentre al 2.2i Quadra ed al 2.8 V6 furono abbinati dei più performanti dischi.

### Evoluzione
La produzione dell'Espace II ebbe luogo a Romorantin, presso gli stabilimenti Matra. Alla fine del 1992 la versione a gasolio, unica nella gamma ad essere sprovvista inizialmente della marmitta catalitica, fu dotata anch'essa di tale dispositivo, allo scopo di soddisfare la normativa Euro 1 in vigore dal 1º gennaio dell'anno seguente. Il 1993 fu anche l'anno in cui l'Espace II cominciò ad essere prodotta anche in Cina con il nome di Renault Univers, un modello riservato al mercato locale.
Tornando alla versione con propulsore diesel, nel 1995 essa ricevette un nuovo turbocompressore a geometria variabile, per cui la potenza massima crebbe da 88 a 92 CV, mentre la velocità massima salì da 162 a 167 km/h. Tale versione non sostituì ma semplicemente affiancò l'altra versione diesel con turbocompressore a geometria fissa. Il nuovo modello fu denominato Espace 2.1 dTv. Il resto della gamma, invece, non subì variazioni di sorta dal momento del debutto quattro anni prima. L'unico grosso acuto si ebbe solo per quanto riguarda una concept derivata dall'Espace II e denominata Espace F1, un veicolo a dir poco atipico poiché costituito da un'Espace II abbassata, allargata e con motore V10 derivato da quello impiegato nella stagione di Formula 1 di quell'anno. Pur non avendo avuto un seguito produttivo, l'Espace F1 divenne comunque celebre presso gli appassionati di automobili. Il suo V10 erogava una potenza massima di 810 CV e spingeva la vettura a una velocità massima di 312 km/h, tra l'altro penalizzata dalla pessima aerodinamica ottenuta con l'allargamento dei passaruota. Lo scatto da 0 a 100 km/h avveniva invece in soli 2"8. Poiché tale motore fu montato nella zona centrale dell'abitacolo, il pilota era costretto a sopportare una temperatura dell'ordine dei 60 °C e un frastuono intorno ai 100 decibel. L'Espace F1, come qualunque altra vettura dotata di un motore derivato dalla Formula 1, poteva essere accesa solo esternamente e non dall'abitacolo. Fu destinata a rimanere un particolare esercizio ingegneristico.
In seguito non vi furono altre novità: la seconda generazione dell'Espace rimase a listino fino al mese di settembre del 1996, per poi essere sostituita dalla terza generazione.

### Riepilogo caratteristiche
Di seguito vengono riepilogate le caratteristiche delle varie versioni costituenti la gamma dell'Espace II. I prezzi riportati sono in milioni di lire, e si riferiscono al livello di allestimento meno costoso ed al momento del debutto nel mercato italiano:
| Modello | Motore     | Cilindrata cm³ | Alimentazione                                           | Potenza CV/rpm | Coppia Nm/rpm | Trazione | Freni (ant./post.)   | Massa a vuoto (kg) | Velocità max | Acceler. 0–100 km/h | Consumo (l/100 km) | Anni di produzione | Prezzo al debutto |
| Versioni a benzina |            |                |                                                         |                |               |          |                      |                    |              |                     |                    |                    |                   |
| Espace 2.0i | J7R-732    | 1995           | Iniezione elettronica                                   | 103/5250       | 159/2500      | A        | Dischi aut./ tamburi | 1.320              | 173          | 13"8                | 10                 | 1991-96            | 36,21             |
| Espace 2.2i1 | J7T-772    | 2165           | Iniezione elettronica                                   | 107/5000       | 170/3500      | A        | Dischi aut./ tamburi | 1.320              | 175          | 12"9                | 9.7                | 1991-96            | - 1               |
| Espace 2.2i Quadra | J7T-772    | 2165           | Iniezione elettronica                                   | 107/5000       | 170/3500      | I        | Dischi aut./ Dischi  | 1.430              | 170          | 13"9                | 10.3               | 1991-96            | 53,58             |
| Espace 2.8 V6 | Z7W        | 2849           | Iniezione elettronica                                   | 150/5400       | 225/2500      | A        | Dischi aut./ Dischi  | 1.390              | 195          | 10"3                | 10.8               | 1991-96            | 57,43             |
| Versioni a gasolio |            |                |                                                         |                |               |          |                      |                    |              |                     |                    |                    |                   |
| Espace 2.1 dT | J8S-852-10 | 2068           | Turbodiesel (turbo geom. fissa) iniezione indiretta     | 88/4250        | 181/2000      | A        | Dischi aut./ tamburi | 1.375              | 162          | 15"                 | 8.2                | 1991-962           | 43,15             |
| Espace 2.1 dTv | J8S-852-10 | 2068           | Turbodiesel (turbo geom. variabile) iniezione indiretta | 92/4250        | 190/2000      | A        | Dischi aut./ tamburi | 1.370              | 167          | -                   | 7.8                | 1995-96            | 51,35             |
| Note: 1Non prevista per il mercato italiano 2In Italia solo a partire dal 1992; dalla fine del 1992 in poi, prevista solo con marmitta catalitica |            |                |                                                         |                |               |          |                      |                    |              |                     |                    |                    |                   |

### Produzione
| Anno   | Esemplari prodotti |
| ------ | ------------------ |
| 1991   | 36.197             |
| 1992   | 64.512             |
| 1993   | 60.040             |
| 1994   | 66.383             |
| 1995   | 54.795             |
| 1996   | 34.591             |
| Totale | 316.518            |